# 慈雲山聖文德天主教小學
慈雲山聖文德天主教小學（英語：TWS St. Bonaventure Catholic Primary School），為香港一所津貼小學，位於黃大仙區慈正邨，其前身為1956年創立的聖文德天主教小學下午校，於2000年遷入現址及轉為全日制。

## 歷史
此校的前身為聖文德天主教小學下午校，其歷史可追溯至方濟會1956年於九龍塘模範村開辦的識字班。至1959年，識字班改組為正式小學，初名為「九龍塘模範村天主教學校」，以半日制形式辦學。其後，原校於1966年遷入慈雲山邨、與第16座相連的「火柴盒」小學校舍，更名為聖文德學校。
至1991年，受整體重建計劃影響，原校再遷入鄰近的鳳德邨校舍，並第二次更名為聖文德天主教小學，仍為半日制小學。
因應政府推行小學全日制政策，原校再於1999年獲准將下午校分拆，並獲分配慈正邨現址的校舍。
翌年9月，下午校正式遷入現址，成為一所獨立小學，亦是此校相隔9年後再於原慈雲山邨辦學；而上午校則留守原址，同步實行全日制。

## 歷任校監
- 陳滿鴻神父[5]

## 歷任校長
- 吳妙音女士（2000年-2005年，全日制首任校長）
- 黃麗貞女士[6]（2005年-2013年，全日制第二任；後出任天主教領島學校校監）
- 林偉才先生（2013年起，全日制現任校長）

## 校舍
現時校舍為一所1998年版本小學靈活式校舍，佔地7,908平方米，設30間課室及各種特別室。校舍綑綁於慈正邨二期建築合約內，由建業建築承建，1998年動工，至2000年啟用。
值得一提的是，此校亦是九龍區最後一座靈活式校舍，以及全港最後一座1998年版小學靈活式校舍，於2000年6月才竣工。
此校亦是區議會黃大仙西選區的指定投票站。

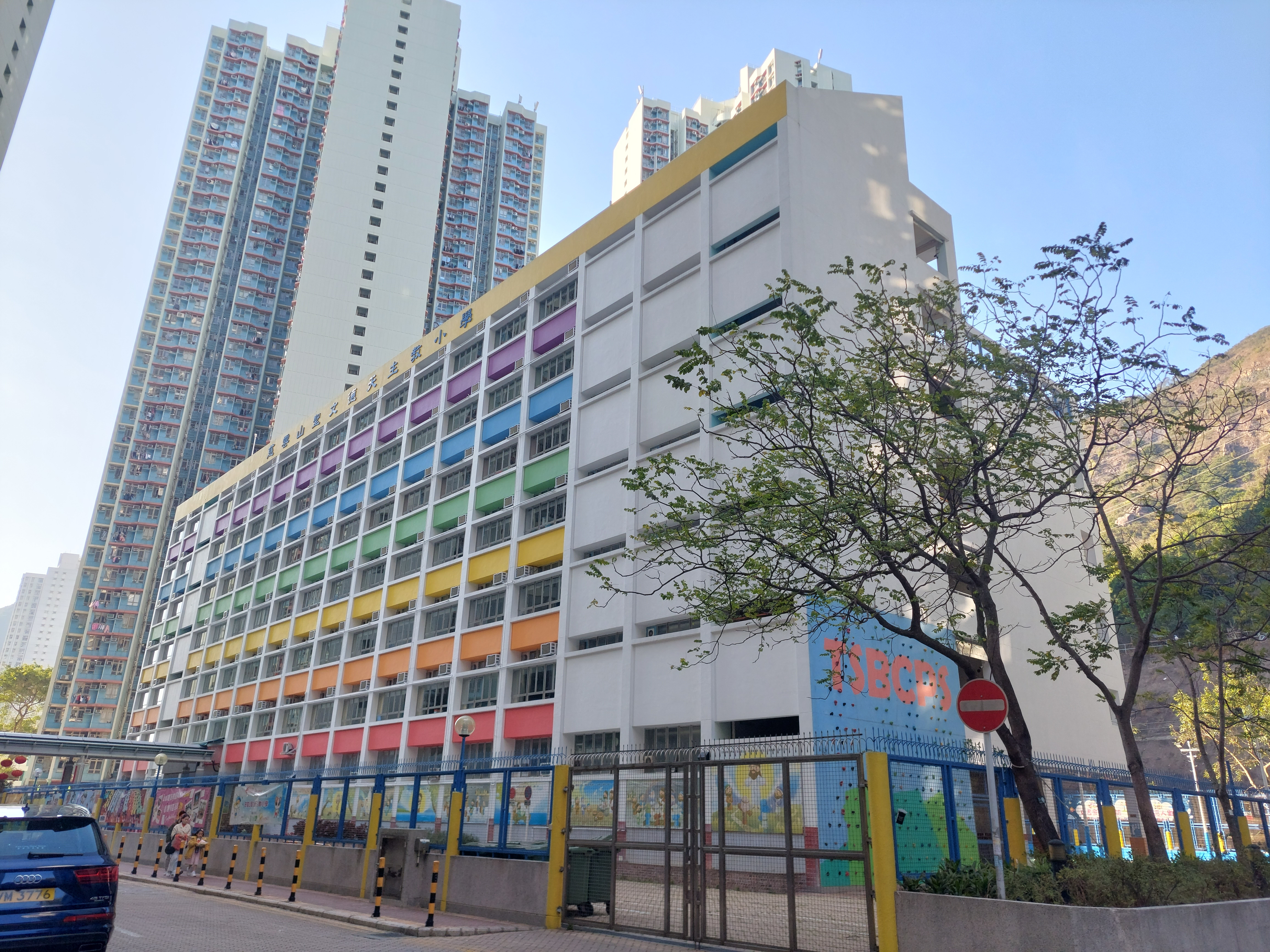
校舍東南面
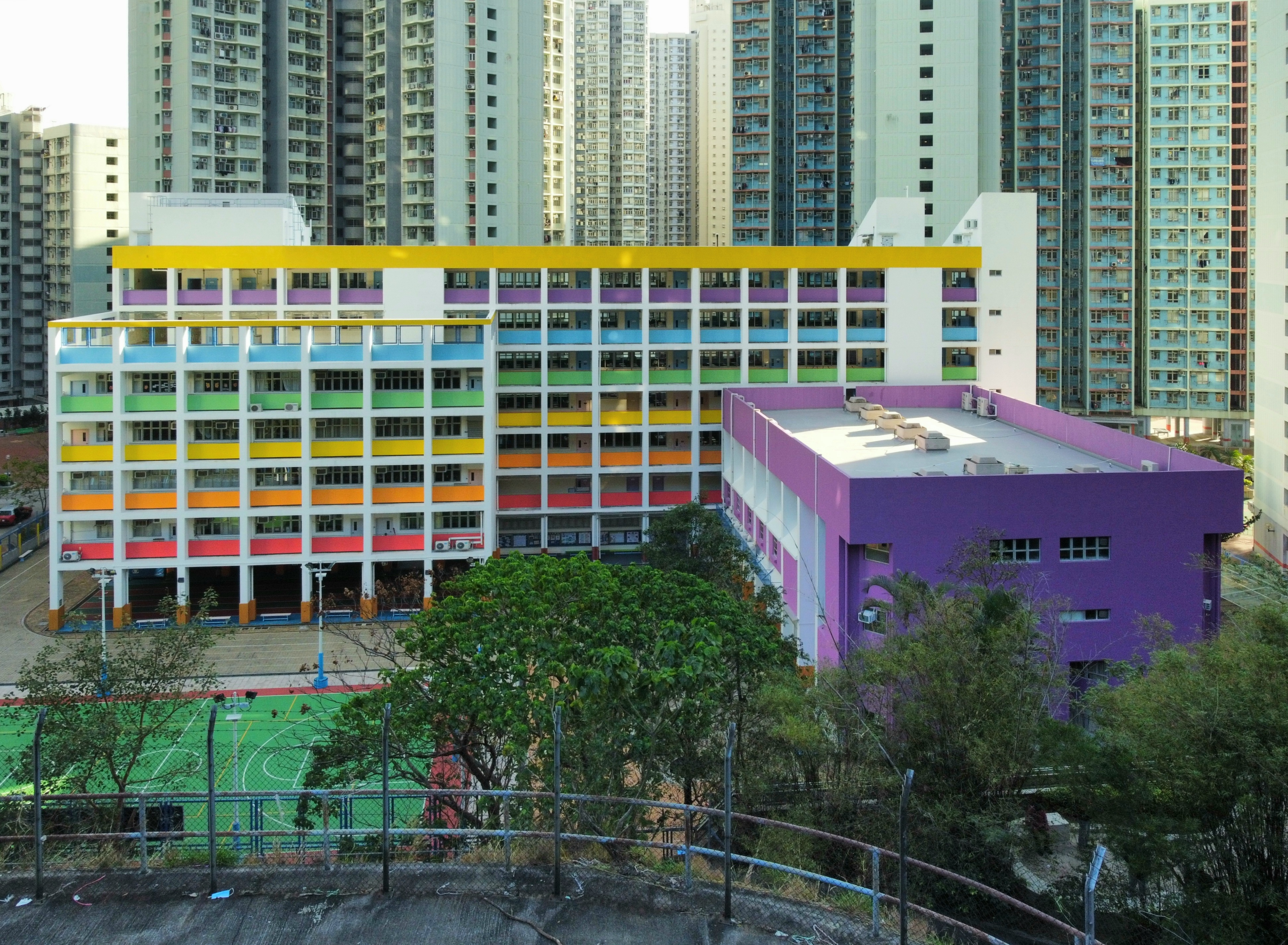
校舍北面

## 聯繫中學
此校聯繫中學為同系的聖文德書院，有25%中一學額預留予小六學生。

## 著名校友

### 聖文德學校下午校時代
- 黎榮浩：民建聯成員、黃大仙區議會地區委員會界別議員，曾任同一區議會副主席[10]

## 註解
1. ↑  2022/23年度[1]
2. ↑  1980年劃入慈樂邨，命名為樂旺樓

## 外部連結
- 慈雲山聖文德天主教小學官方網頁 （页面存档备份，存于）